# Виттоловский канал
Виттоловский канал — построенный в 1748 году канал в Пушкине.
Создан на базе изысканий И. Зверева 1740-х годов; Екатерининский и Александровский парки оборудованы только искусственными водоёмами, «привод воды» в них потребовал создание целой системы. Инженер обнаружил ключи в районе деревни Большое Виттолово, которая находилась в 6 километрах от Царского Села и находится выше уровня воды Большого пруда на 9,5 метров.
Вода по каналу была пущена 15 ноября 1749 года.
Исключительно Виттоловских ключей было недостаточно для обеспечения парков, поэтому кроме Виттоловского водовода был создан Таицкий водовод, а позднее и Орловский. Виттоловский водовод работал до 1770 года. К этому времени деревянные конструкции Виттоловского водовода местами сгнили и обрушились, а сами Виттоловские ключи, откуда подавалась вода, бассейн водовода и его каналы были занесены землёй. В 1770—1774 годах водовод ремонтировался, в результате проведённых работ по нему проходило 2500 м³ воды в сутки, но этого количества воды уже не было достаточно для увеличившихся прудов Царского Села.
Через канал в 1780 году была построена большая каменная плотина, в том же году И. В. Неелов построил на Подкапризовой дороге однопролётный мост (обрушился и был вновь возведён в 1783 году), ещё один одноарочный мост из серого гранита через канал расположен на дороге к оранжереям.
Как памятник архитектуры канал охраняется на участке между Башней-руиной и рекой Кузьминкой.